# Real Club de Tenis Barcelona
El Real Club de Tenis Barcelona es un club deportivo de Barcelona, España. Fue fundado el 13 de abril de 1899 y está ubicado en el barrio de Pedralbes, al norte de la avenida Diagonal.
El «RCTB» está considerado el club de tenis más prestigioso de España. En sus pistas se han formado tenistas como Arantxa Sánchez Vicario, Conchita Martínez, Carlos Moyá o Rafael Nadal. Sede de gran número de eventos tenísticos, el «RCTB» organiza desde 1953 el Trofeo Conde de Godó, de categoría ATP 500 y disputado sobre tierra batida, que es junto al Masters de Madrid, el torneo más importante disputado en España.

## Historia

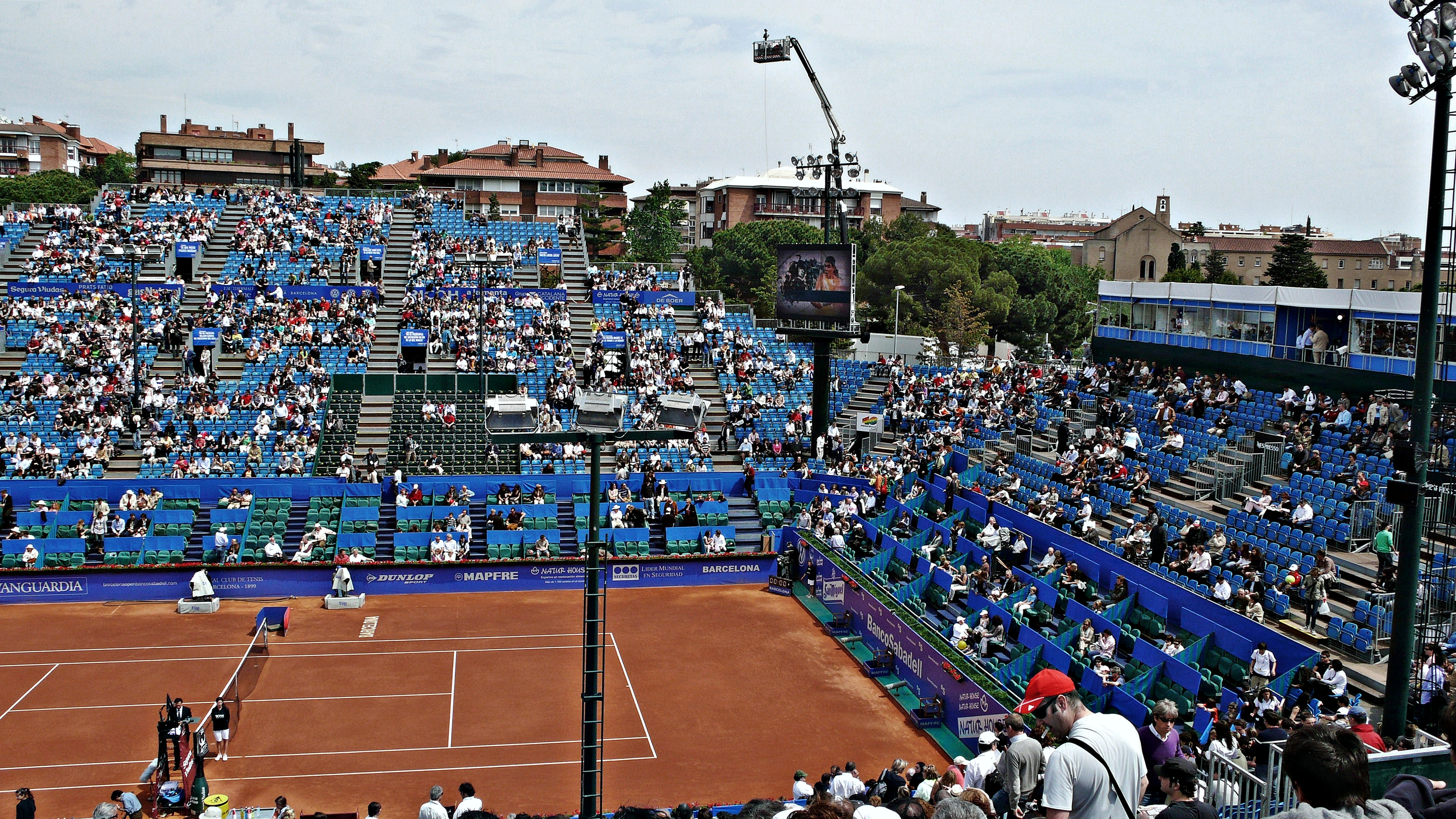
Pista central en 2009.

El Real Club de Tenis Barcelona fue fundado a finales de abril de 1899, bajo el nombre de "Lawn-Tennis Club Barcelona", por un grupo de residentes extranjeros en España aficionados al tenis. El grupo estaba formado por Hans Gamper, Ernesto Witty, Arthur Witty, John Parsons, Arturo Leask, Kendall Park, Udo Steinberg, y Tomas Morrison. Curiosamente, tres de estas personas (Gamper y los hermanos Witty) formaron parte también del grupo fundador del Fútbol Club Barcelona, en noviembre del mismo año 1899. Las dos primeras pistas del club estuvieron situadas en la calle Pau Claris, casi esquina con la calle Mallorca.

### Cronología
- El club ganó su primer título en 1902, la Copa de Su Majestad el Rey don Alfonso XII. Un año después, en 1903, organizó el I Concurso Internacional de Lawn-Tennis en Barcelona, junto al Sport-Verein Barcelona, el Polo Club de Barcelona y el Salud Sport Club. La final del torneo se disputó en las instalaciones del Lawn-Tennis Club Barcelona.

- En 1905 el club se traslada a la calle Alfonso XII, n.º 47, esquina Laforja, en el barrio de San Gervasio. La entidad cuenta ya con tres pistas. Además, ese año se fusiona con el Cataluña Lawn-Tennis Club. El nuevo club surgido de la fusión conserva el nombre de Lawn-Tennis Club Barcelona por ser el más antiguo y el que lleva el nombre de la ciudad.
- En 1911 se disputan en el club los primeros campeonatos individuales de damas.
- El 16 de mayo de 1913, el Rey de España Alfonso XIII concede a la entidad el título de Real. Se adopta entonces el nombre de Real Club de Tenis Barcelona.
- Un tenista del club consigue el primer gran éxito internacional en 1932: Enrique Maier gana la prueba de dobles mixtos del torneo de Wimbledon junto a Elizabeth Ryan.
- En 1949 el club celebra sus bodas de oro. En el marco de los actos de celebración, actúan por primera vez en España el grupo de los tenistas profesionales de Jack Kramer y el de Los Ángeles Tennis Club.
- El 22 de enero de 1952 se coloca la primera piedra de la actual sede del club en Pedralbes.
- En 1953 se disputa la primera edición del Torneo de tenis Conde de Godó, que en 1968 adquiere la condición de Campeonatos Internacionales de España.
- En 1965 se le premia con la Copa Stadium su contribución en la promoción y fomento del deporte.
- En 1970 el RCTB organiza el primer Open de España de Tenis.
- El tenista del club Andrés Gimeno gana en 1972 el trofeo de Roland Garros. Ese mismo año, entre el 28 de noviembre y el 2 de diciembre, el RCTB organiza en el Palau Blaugrana de Barcelona el Masters masculino.
- En 1981 el RCTB se proclama Campeón de Europa y campeón Intercontinental de tenis por clubs.
- En 1989, la tenista del club Arantxa Sánchez Vicario gana Roland Garros, el primer gran título de su extensa carrera.
- En 1994 la tenista del club Conchita Martínez vence en Wimbledon, mientras que Arantxa Sánchez Vicario se impone en Roland Garros y en el US Open.
- En 1995, Arantxa Sánchez Vicario accede a la primera posición del ranking mundial de la WTA.
- En 1996, el club impulsa la creación de la asociación Centenary Tennis Clubs, que agrupa a todos los clubs de tenis centenarios del mundo.
- En 1998, los tenistas del club Carlos Moyá y Arantxa Sánchez Vicario consiguen un doblete histórico al ganar en Roland Garros, en categoría masculina y femenina respectivamente.
- En 1999 el tenista del club Carlos Moyá se convierte en el número uno del ranking mundial de la ATP.
- En 1999 el club celebra el primer centenario de existencia.
- En 2002 se celebra el cincuenta aniversario del Torneo Conde de Godó.
- En 2008 el tenista del club Rafael Nadal se convierte en el número uno del ranking mundial de la ATP, desbancando de dicho puesto a Roger Federer.

## Presidentes del club
- Ernest F.C. Witty (1899-1904)
- Thomas Morrison (1905)
- Frederick Witty (1906-1908)
- Kendall Park (1909-1910)
- Francisco de Moxó y de Sentmenat (1911-1920)
- José Vidal-Ribas y Güell (1920-1929)
- Alfonso Macaya Sanmartí (1929-1935)
- Carlos Godó Valls (1935-1960)
- Luis Coma-Cros y Cazes (1960-1972)
- Jorge Soler Cabot (1972-1976)
- Jesús Serra Santamans (1976-1989)
- Juan Grau Almirall (1989-1993)
- Juan María Tintoré Turull (1993-2008)
- Albert Agustí García-Navarro (2008-2018)
- Josep Jordi Cambra (2018-)

## Tenistas legendarios del club
Masculinos
| - Andrés Gimeno - Alberto Berasategui - Albert Costa - Carlos Moyà - Emilio Sánchez Vicario - Feliciano López - Enrique Maier - Félix Mantilla - Fernando Vicente | - Galo Blanco - Javier Sánchez Vicario - José Luis Arilla - Rafael Nadal - Roberto Carretero - Sergio Casal - Tomás Carbonell - Tommy Robredo |

Femeninos
- Arantxa Sánchez Vicario
- Conchita Martínez

## Pista Rafa Nadal
En el marco del 65.º Torneo Conde de Godó (2017), el Club toma la decisión de nombrar su Pista Central con el nombre del tenista Rafa Nadal. El 26 de abril, tras un partido del Torneo en el que gana Nadal, se presenta al jugador la placa con el nuevo nombre de la pista.

## Sede de eliminatorias de Copa Davis
Entre 1926 y 1990, las instalaciones del club han sido escenario de 45 eliminatorias de Copa Davis, seis de ellas en la antigua sede de la calle Ganduxer y treinta y nueve en la sede actual de Pedralbes, cuya pista central ha sido tradicionalmente considerada como la "pista talismán" del tenis español. 
De estas 45 eliminatorias, en 43 ocasiones intervino como local el equipo nacional. Las otras dos eliminatorias disputadas, fueron en 1926, en el que acogió como sede neutral una eliminatoria entre Argentina y Hungría, siendo la primera vez que dicho torneo se disputaba en España, y la otra en 1967, que acogió una eliminatoria entre India y Sudáfrica, a elección del equipo indio.